# Ranulph Crewe
Ranulph Crewe, né en décembre 1558 ou janvier 1559 et mort à Westminster le 13 janvier 1646, est un juge et homme politique anglais.

## Biographie
Fils de tanneur, il est éduqué à Shrewsbury School puis étudie au Christ's College de l'université de Cambridge et à Lincoln's Inn. Il est appelé au barreau en 1584 et commence une carrière réussie d'avocat. En 1597 il est élu député de la ville de Brackley à la Chambre des communes du Parlement d'Angleterre. Absent des parlements de 1601 et de 1604-1611, il est élu député de Saltash pour le parlement de 1614. Le roi Jacques Ier demande alors aux députés de l'élire président de la Chambre, ce qui est fait ; s'il apparaît comme un candidat favorable au monarque, ses convictions puritaines plaisent à ses pairs. Son manque d'expérience parlementaire aboutit à quelques erreurs de procédure de sa part ; certains députés semblent par conséquent lui avoir manqué de respect. Il tente en vain d'amener la Chambre à adopter des mesures souhaitées par le roi. Le 26 mai, contre son gré, les députés votent la suspension de la séance, et lorsque Ranulph Crewe, le lendemain, leur lit une lettre du roi estimant que la Chambre ne peut pas s'auto-suspendre, des députés l'accusent d'être le porte-parole du monarque plutôt que le leur. En juin, il tente en vain de persuader les députés de voter les subsides demandées par le roi ; leur refus amène Jacques Ier à dissoudre le parlement. C'est le « Parlement stérile », qui ne vote aucune loi ni aucun impôt.
Ranulph Crewe est néanmoins fait chevalier le lendemain par le monarque. En 1616 il est fait juge de cour d'Assizes. En janvier 1625 il est nommé juge en chef de la Cour du banc du Roi. Il est démis de ses fonctions par le roi Charles Ier en novembre 1526, pour avoir déclaré illégaux les prêts forcés introduits par le roi. Bien qu'appauvri, il se fait construire un grand manoir, Crewe Hall (en) dans le Cheshire, terminé en 1639. Il y accueille une garnison des forces parlementaires durant la guerre civile qui éclate en 1642 ; les royalistes attaquent et pillent le manoir en 1643. Ranulph Crewe meurt trois ans plus tard.